# Schaffgotschowie
Schaffgotschowie – śląski ród arystokratyczny, pochodzący z Frankonii. Ich pełne nazwisko w języku niemieckim brzmi: Grafen Schaffgotsch genannt Semperfrei von und zu Kynast und Greiffenstein, Freiherren von Trachenberg.

## Dzieje
Według rodzinnej tradycji w XIII w. jeden z przodków rodu, Siboth Schaff otrzymał od Bolesława Rogatki, księcia legnickiego, zamek w Starej Kamienicy, a jego potomek Gotsch Schaff (Gocz I Starszy), ok. 1360/1368 r. dostał od księżnej Agnieszki, wdowy po Bolku II Małym (księciu świdnicko-jaworskim), zamek Chojnik (niem. Kynast) wraz z przyległymi ziemiami.
Najnowsze badania naukowe dowodzą, że Siboth to postać fikcyjna i występuje tylko na jednym dokumencie, o którym wiemy, że jest falsyfikatem. Gotsche I władał zaś Sobieszowem i Piechowicami. Jego syn Gotsche II otrzymał w 1399 r. (lub w 1400 r.) w dzierżawę zamek Gryf, który kilkanaście lat później przeszedł na dziedziczną własność jego rodziny. W wyniku różnych operacji finansowych i handlowych wszedł w posiadanie także zamku Chojnik. Ze względu na zasługi obu Gotschów dla rodziny, kolejne pokolenia rodu zaczęły używać ich imienia jako przydomka i tak powstało nazwisko Schaffgotsch. Żyjący na przełomie XV i XVI w. trzej bracia - Antoni, Kacper i Ulryk - stali się założycielami trzech głównych linii rodu. Najmłodsza linia, potomków Ulryka, wygasła wraz ze śmiercią Wolfa Ulryka na początku 1661 r.

### Schaffgotsche z Czech
Wywodzą się od Antoniego, najstarszego z trzech wspomnianych braci. Główna linia potomków Antoniego wygasła na przełomie XVII i XVIII w. Przedstawiciele bocznej osiedli w Czechach. Zapis nazwiska czeskiej linii rodu różni się od pozostałych literką „e” na jego końcu.
Z czeskich Schaffgotschów Jan Ernest uzyskał w 1674 r. dziedziczną godność czeskiego barona, a w 1681 r. hrabiego. Wraz z jego bezpotomną śmiercią obydwa tytuły wygasły. Młodszy brat hrabiego, Jan Wilhelm został w 1696 r. wyniesiony do stanu dziedzicznych czeskich panów. Jego dwaj synowie: Krzysztof Wilhelm i Jan Ernest w 1703 r. zostali dziedzicznymi czeskimi hrabiami.
Potomków doczekał się tylko młodszy z braci, Jan Ernest. Weszli oni w związki z najlepszymi rodami czeskiej arystokracji, np. Kinsky, Waldstein. Wnuk Jana Ernesta, Jan Prokop, kanonik ołomuniecki od 1780 r., został pięć lat później pierwszym biskupem Czeskich Budziejowic, zmarł wiosną 1813 r. Bratanek biskupa, Jan Antoni Ernest od 1837 r. był także kanonikiem ołomunieckim. Dwa lata później został tytularnym biskupem aureliopolitańskim, przydzielono go do pomocy arcybiskupowi ołomunieckiemu. Niedługo potem, bo w 1842 r. konsekrowano go na biskupa Brna. Zmarł wiosną 1870 r.
Mikołaj, z ostatniego pokolenia czeskich Schaffgotschów, zginął na początku II wojny światowej we wrześniu 1939 r. Feliks zginął niecałe trzy lata później, latem 1942 r. Siostra Feliksa, Joanna zmarła w 1960 r. Ich młodszy brat Fryderyk stał się jedynym, ostatnim przedstawicielem czeskich Schaffgotschów. Zmarł w Salzburgu 1 czerwca 1993 r.

### Piastowska księżniczka

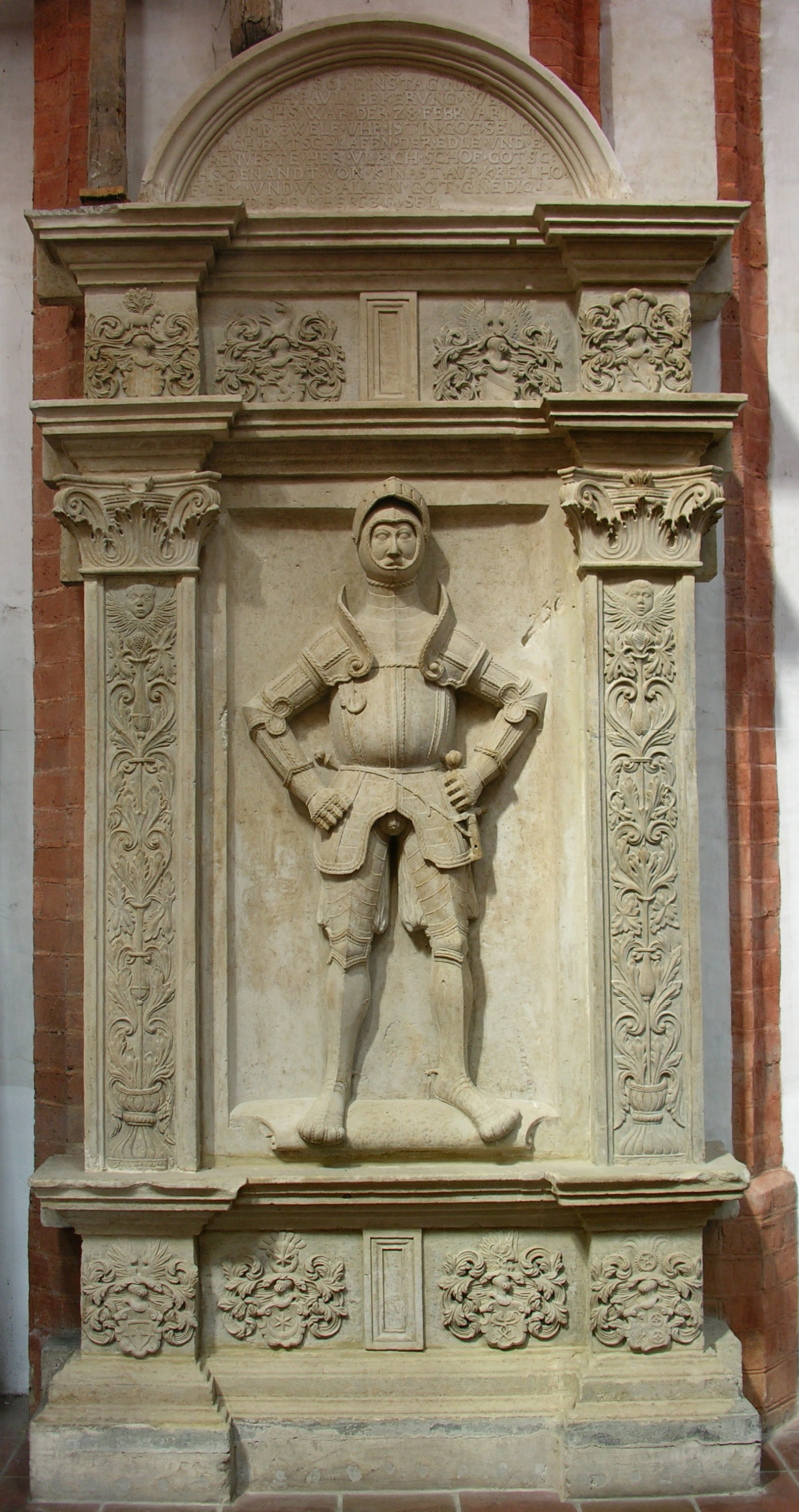
Nagrobek Ulricha Schaffgotscha w kościele św. Elżbiety we Wrocławiu

Wnuk Kacpra, Adam, w 1592 r. kupił od ostatniego z Kurzbachów żmigrodzkie wolne państwo stanowe. Jego kuzynowie: Baltazar, Krzysztof, Wacław i Kacper, zaczęli się tytułować baronami ze Żmigrodu (niem.: Freiherr zu Trachenberg). Kolejnym panem stanowym Żmigrodu był syn Krzysztofa, Hans Ulryk.
Hans Ulryk w młodości studiował w Tybindze, Altdorfie i Lipsku. Po zwyczajowej w owym czasie podróży kawalerskiej po zachodniej Europie powrócił na Śląsk, gdzie w 1614 r. przejął ojcowskie dobra i majątki ze żmigrodzkim państwem stanowym na czele. Rok później jako przedstawiciel śląskich stanów posłował do Pragi na dwór królewski. Jego żoną została Barbara Agnieszka, córka Joachima Fryderyka, piastowskiego księcia legnicko-brzeskiego. Jako książęcy zięć stał się kimś zdecydowanie ważniejszym. Poprzez to piastowskie małżeństwo Schaffgotschowie stali się krewnymi wielu dynastii europejskich, m.in.: Anhaltów, Hohenzollernów, Wettynów.
W 1619 r. uczestniczył w koronacji palatyna reńskiego Fryderyka V na króla Czech. Wkrótce jednak przeszedł na stronę cesarza Ferdynanda II Habsburga i służył pod dowództwem Wallensteina. W 1627 r. uzyskał od cesarza zaszczytny tytuł „Semperfrei” (można to tłumaczyć jako „zawsze wolny”). Niestety związki i koneksje nie uchroniły go od kłopotów. Jako stronnik i podwładny Wallensteina naraził się cesarzowi. Po upadku swego dowódcy został aresztowany w 1634 r. i rok później stracony z rozkazu cesarskiego w Ratyzbonie. Majątki skonfiskowano, a żmigrodzkie państwo stanowe dostało się w ręce rodziny Hatzfeldt. Dobra rodziny - poza żmigrodzkim państwem stanowym - odzyskał syn Hansa Ulryka, Krzysztof Leopold. Po śmierci ojca został przekazany na wychowanie jezuitom do Ołomuńca. W 1641 r. odzyskał ojcowskie dobra Gryfów. Po studiach w Ingolstadt wstąpił do armii cesarza. W 1649 r. cesarz Ferdynand III mianował go radcą śląskiego Urzędu Zwierzchniego. Rok później Krzysztof Leopold odzyskał zamek Chojnik. W 1651 r. został mianowany dziedzicznym ochmistrzem i sędzią dworskim w księstwie świdnicko-jaworskim. W 1662 r. uzyskał tytuł węgierskiego barona.
W 1665 r. Krzysztof Leopold został mianowany przewodniczącym śląskiej kamery i starostą w księstwie świdnicko-jaworskim. Siedem lat później cesarz mianował go szefem Urzędu Zwierzchniego. Musiał być poważanym człowiekiem, skoro chrzestną jego córki miała zostać polska królowa Marysieńka, żona Jana III Sobieskiego. Polski dwór był mu znany, gdyż wielokrotnie posłował do Polski. Protest cesarza sprawił, że królową wpisano tylko jako jednego ze świadków ceremonii.
Krzysztof Leopold został uznany hrabią już w 1654 r. Zmarł latem 1703 r. Jego syn Jan Antoni Gotard w 1708 uzyskał potwierdzenie swego tytułu hrabiowskiego wraz z przyznaniem praw śląskich książąt. Jednocześnie jako bliski powinowaty wygasłej dynastii śląskich Piastów otrzymał przywilej połączenia herbu Schaffgotschów i książąt brzesko-legnickich.

### Książę-biskup

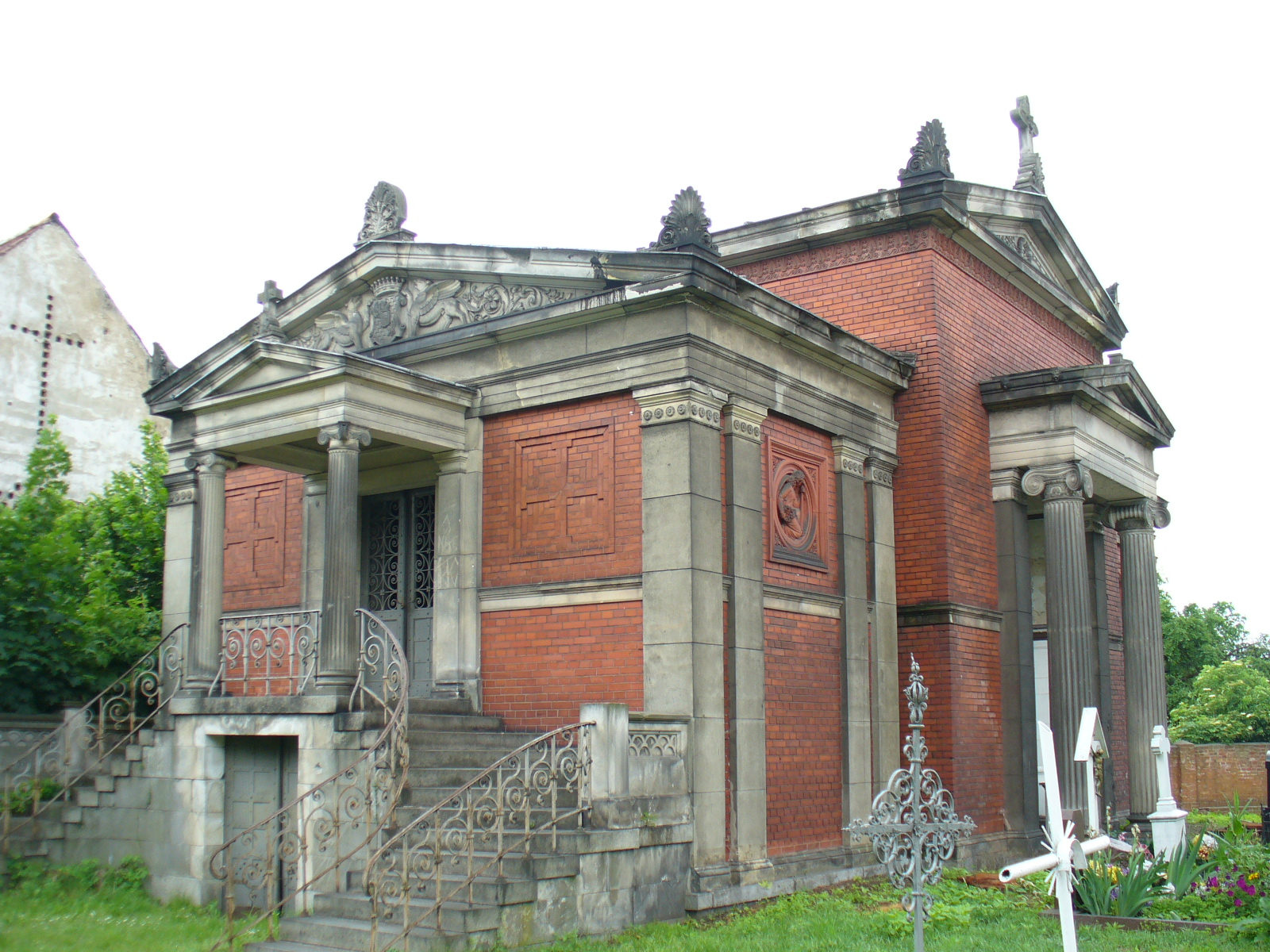
Mauzoleum rodziny von Schaffgotsch w Kopicach

Schaffgotschowie jeszcze raz narazili się swym suwerenom. Hrabia Filip Gotard studiował i wiedzę zdobywał w Rzymie u jezuitów. W Wiedniu w 1738 r. uzyskał święcenia kapłańskie oraz godność kanonika w Ołomuńcu, Wrocławiu oraz Halberstadt.
Po wkroczeniu pruskiego króla Fryderyka II Wielkiego na Śląsk szybko przeszedł na jego stronę. Za poparciem Hohenzollerna Filip Gotard został w 1744 r. koadiutorem, a w 1747 r. księciem-biskupem wrocławskim. W czasie wojny siedmioletniej (zwanej też III wojną śląską) przeszedł na stronę Habsburgów. Gdy król pruski zajął Wrocław, książę-biskup musiał wyjechać do austriackiej części swej diecezji.
Filip Gotard już nie wrócił do Wrocławia. W 1766 r. zamieszkał w zamku Johannisberg koło Jawornika położonym na terenach podległych Habsburgom. W części diecezji pozostałej w granicach państwa pruskiego zastępował go biskup pomocniczy baron Jan Maurycy Strachwitz. Książę-biskup zmarł na początku 1795 r.
Na Śląsk pozostały pod władzą Habsburgów przeniósł się także młodszy brat biskupa, Antoni Gotard. Głównym majątkiem były Wilczyce niedaleko Jawornika. Niedaleko na zachód od tego majątku biegła granica ze Śląskiem podlegającym władzy Prus. Po śmierci w 1944 r. ponad 81-letniego hrabiego Emmo, jedyną przedstawicielką tej linii rodu została jego bratanica Maria Małgorzata (od 1914 r. żona barona von Friedenthal-Falkenhausena, zmarła w 1968 r.) oraz kuzynka Anna Elżbieta (ur. 1922 r., od 1959 r. żona Karola-Heinza Sedlaczka).

### Cieplickie wody i panowie
Na przełomie XVIII i XIX w. głośne na Śląsku i w Europie stały się lecznicze właściwości śląskich wód mineralnych. Jedne z najbardziej znanych znajdowały się na terenie posiadłości Schaffgotschów w Cieplicach. Wśród arystokratów i wielkich tego świata stało się modnym bywać na leczeniu „u wód”. Schaffgotschowie wybudowali okazały pałac, a tamtejsza biblioteka uchodziła za jedną z najbogatszych na Śląsku.
Hrabia Leopold Gotard w 1825 r. uzyskał dla swych dóbr status wolnego państwa stanowego. Nie miało to już większego znaczenia praktycznego, a jedynie prestiżowe. Stanem Schaffgotschowie zrównani zostali ze śląskimi książętami.
Najmłodszy z synów Leopolda Gotarda, Józef Gotard przeniósł się do Austrii. Jego syn Lewin Gotard pełnił wysokie godności w księstwie Salzburga.
Ostatnim cieplickim wolnym panem stanowym był od 1891 r. – wówczas zaledwie ośmioletni – hrabia Fryderyk. Zmarł już po zakończeniu wojny, późną wiosną 1947 r.
Od 1997 r. spadkobiercą tytułu był wnuk Fryderyka, także o imieniu Fryderyk, który urodził się jeszcze w Cieplicach na początku 1943 r. Zmarł w 2019.

### Bytomski kopciuszek
W XIX w. tak jak wielu innych magnatów śląskich Schaffgotschowie związali się z przemysłem. Z ich dziejami łączy się historia „śląskiego Kopciuszka”, czyli Joanny Gryczik. W 1858 r. wyszła za mąż za hrabiego Hansa Ulryka von Schaffgotsch. Ten potomek piastowskiej księżniczki Barbary Agnieszki, poza nazwiskiem nie miał wiele do zaoferowania. Cały majątek odziedziczył jego stryj Karol Gotard, 3. wolny pan stanowy Cieplic. Joanna i Hans Ulryk przeżyli razem bardzo szczęśliwie ponad 50 lat. W tamtym okresie Schaffgotschowie zakupili pałac w Kopicach. Byli również właścicielami m.in. zamku w Chudowie.
I wojna światowa nie przyniosła wielkich kłopotów ich fortunie, która stale rosła. Dobra pozostałe po polskiej stronie przekształcono w spółkę akcyjną „Godula”. Ostatnim dziedzicem górnośląskiej fortuny oraz panem na zamku w Kopicach był od 1943 r. Hans Ulryk, prawnuk Joanny - śląskiego Kopciuszka. Jego najstarszy syn i wnuk mają także imię Hans Ulryk.

### XXI wiek
W 2007 roku w dniu 26 marca Rada Miasta Ruda Śląska podjęła uchwałę o nadaniu Szkole Podstawowej Nr 3 imienia Joanny Gryczik-Schaffgotsch. W dniach 25-27 października w Cieplicach, w dawnej rezydencji Schaffgotschów, odbyła się międzynarodowa konferencja pt. "Ród Schaffgotschów - religia, polityka i pamięć o śląskich rodach szlacheckich od średniowiecza po współczesność" poświęcona dziejom tego rodu. Obecni byli przedstawiciele rodziny: hrabia Filip (ur. 1980 r.) z linii cieplickiej, hrabia Hans Ulryk jun. (ur. 1950 r.) z linii kopickiej oraz baronowa Zofia Aretin (ur. 1916 r.) córka hrabiego Fryderyka (zm. 1947 r.) ostatniego właściciela Cieplic.
Dziś jedynymi żyjącymi przedstawicielami rodu Schaffgotschów są potomkowie Leopolda Gotarda, 1. cieplickiego wolnego państwa stanowego, podzieleni na trzy linie: cieplicką, górnośląską i austriacką. Wszystkie inne linie już wygasły.

## Herby

Herb rodowy Schaffgotschów

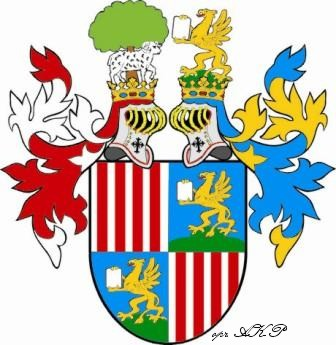
Herb baronów Schaffgotsch (1592)

Herb rodowy: Najdawniejsi przedstawiciele rodu posługiwali się herbem z wizerunkiem owcy. Z herbem tym związane jest nazwisko rodu – Schaff – co w języku niemieckim znaczy „owca”. Później – najpierw równocześnie z pierwotnym, a następnie już tylko wyłącznie – pieczętowali się herbem z tarczą dzieloną ośmiokrotnie w słupy srebrne i czerwone, ponad tarczą i hełmem ze srebrno-czerwonymi labrami, owca stojąca pod maczugą w słup. W związku z osiedleniem się niektórych przedstawicieli rodu na ziemi wieluńskiej, herb ten można znaleźć także w polskich herbarzach pod nazwą Gocz (T. Gajl) lub Szafgocz (J. Szymański).
Herb baronów: W 1592 r. herb został zmieniony w związku z nadaniem tytułu baronów dla pana stanowego na Żmigrodzie Adama Schaffgotscha oraz jego kuzynów. W tarczy skwadrowanej w polu pierwszym i czwartym herb rodowy – srebrne i czerwone słupy - a w polu drugim i trzecim złoty gryf ze srebrnym kamieniem w szponach na zielonym wzgórzu na błękicie. Nad tarczą dwa hełmy, ponad prawym ze srebrno-czerwonymi labrami, owca stojąca pod drzewem, ponad lewym ze złoto-błękitnymi labrami, złoty gryf ze srebrnym kamieniem w szponach na wzgórzu.
Herb hrabiów: Tarcza skwadrowana w polu 1 i 4 czarny orzeł śląski na złocie, w polu 2 i 3 srebrno-czerwona szachownica w pięciu rzędach (herb Piastów brzesko-legnickich), pośrodku tarcza sercowa z herbem baronowskim (z 1592 r.), a ponad nią korona książęca. Nad tarczą herbową trzy hełmy nad prawym ze złoto-czarnymi labrami w złotym okręgu czarny orzeł śląski na pawim ogonie. Hełm środkowy i lewy jak w herbie baronów.
Herby Schaffgotschów w herbarzu Siebmachera

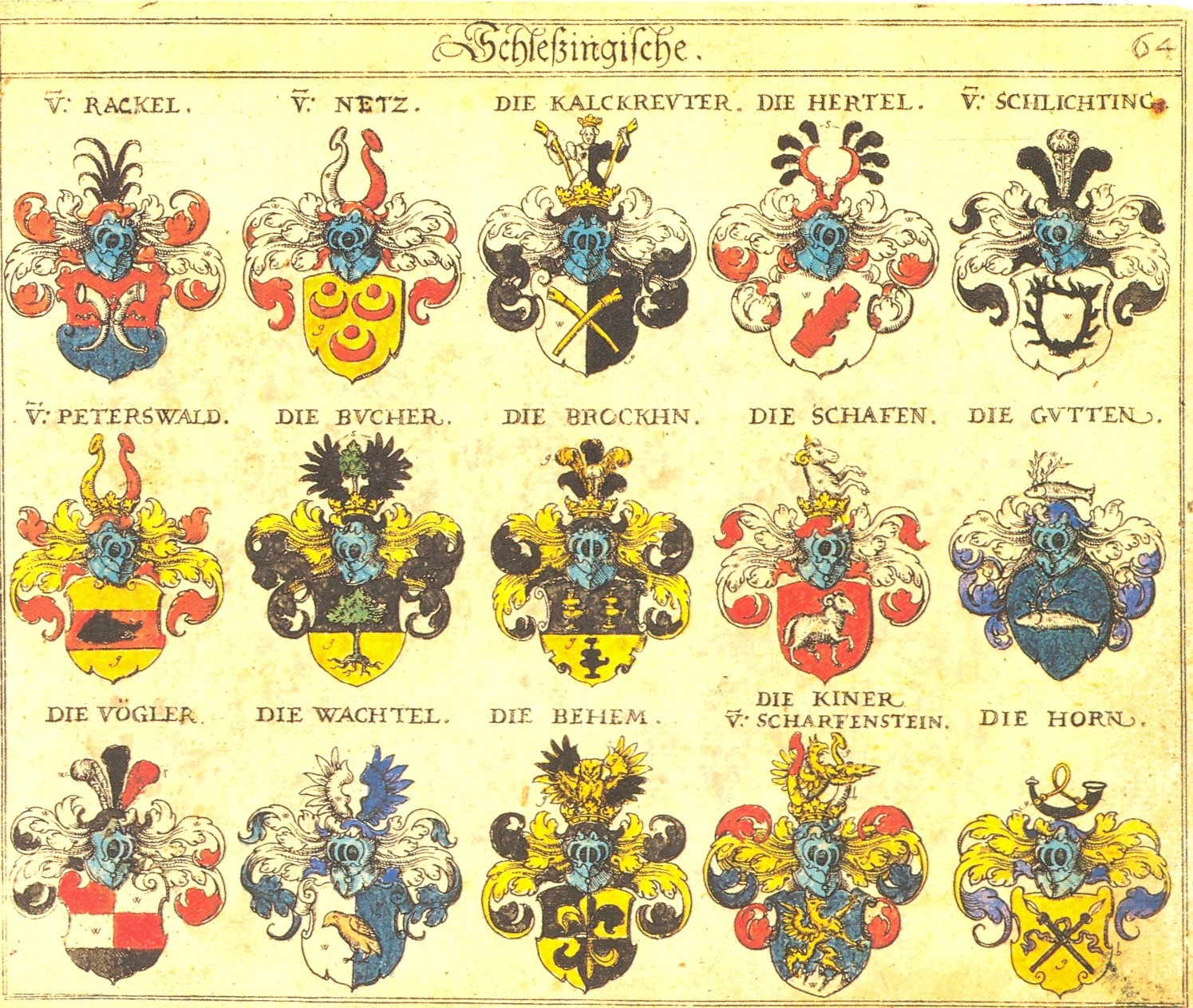
Herb Schaff, karta 64, 2 prawy, środkowy rząd
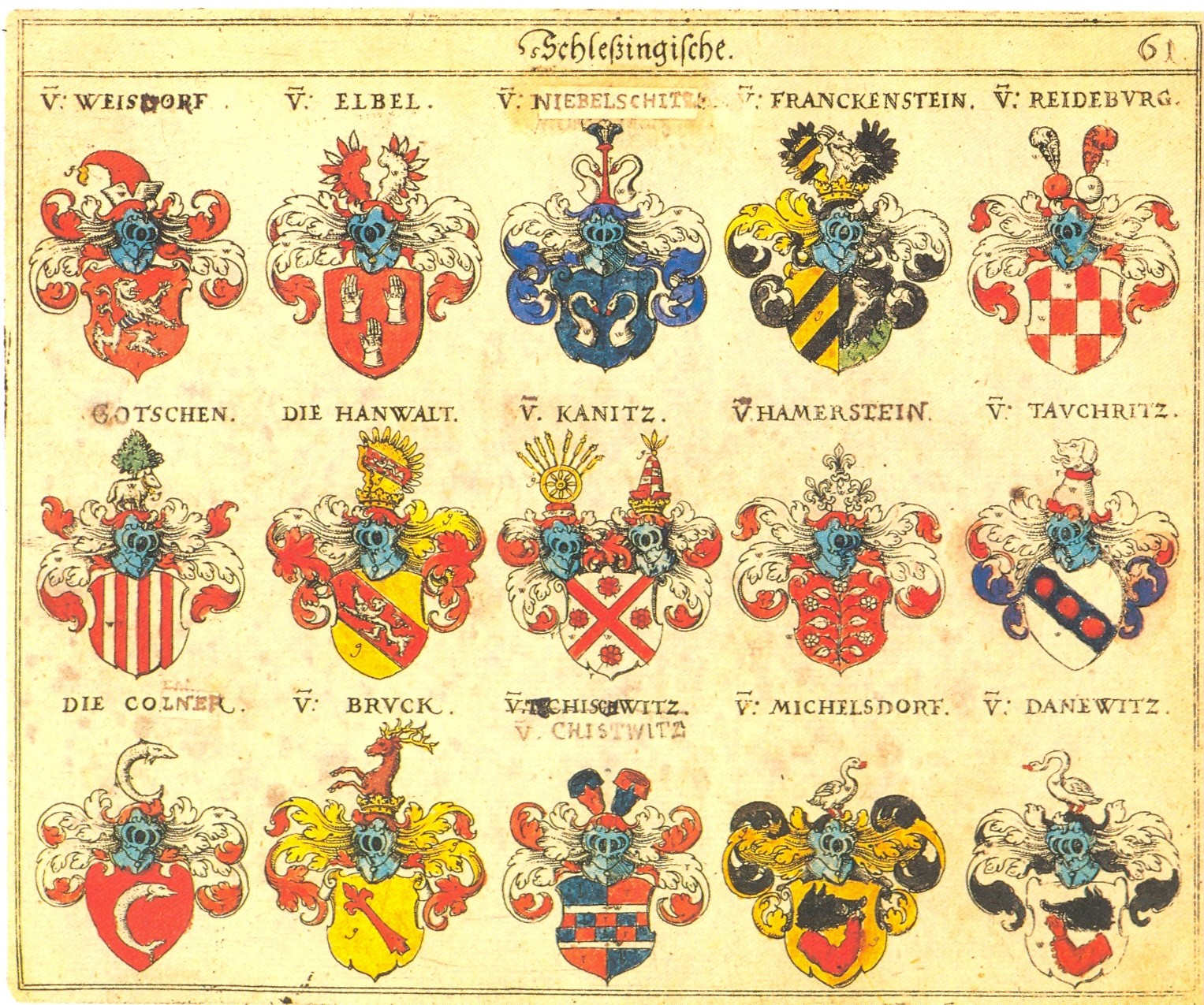
Herb Gotsch, karta 61, pierwszy od lewej, ś.r.
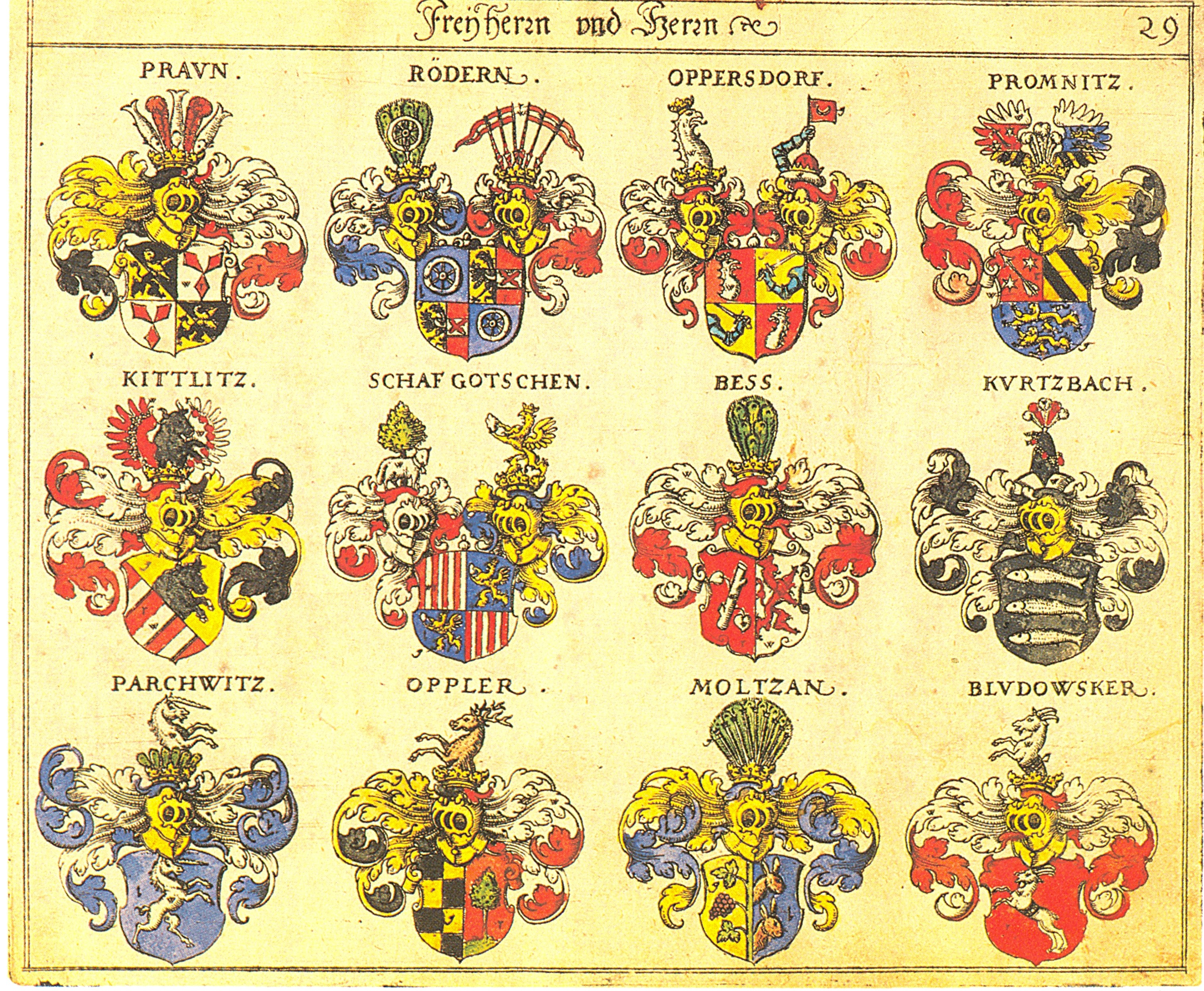
Herb baronów, karta 29, drugi od lewej, ś.r.
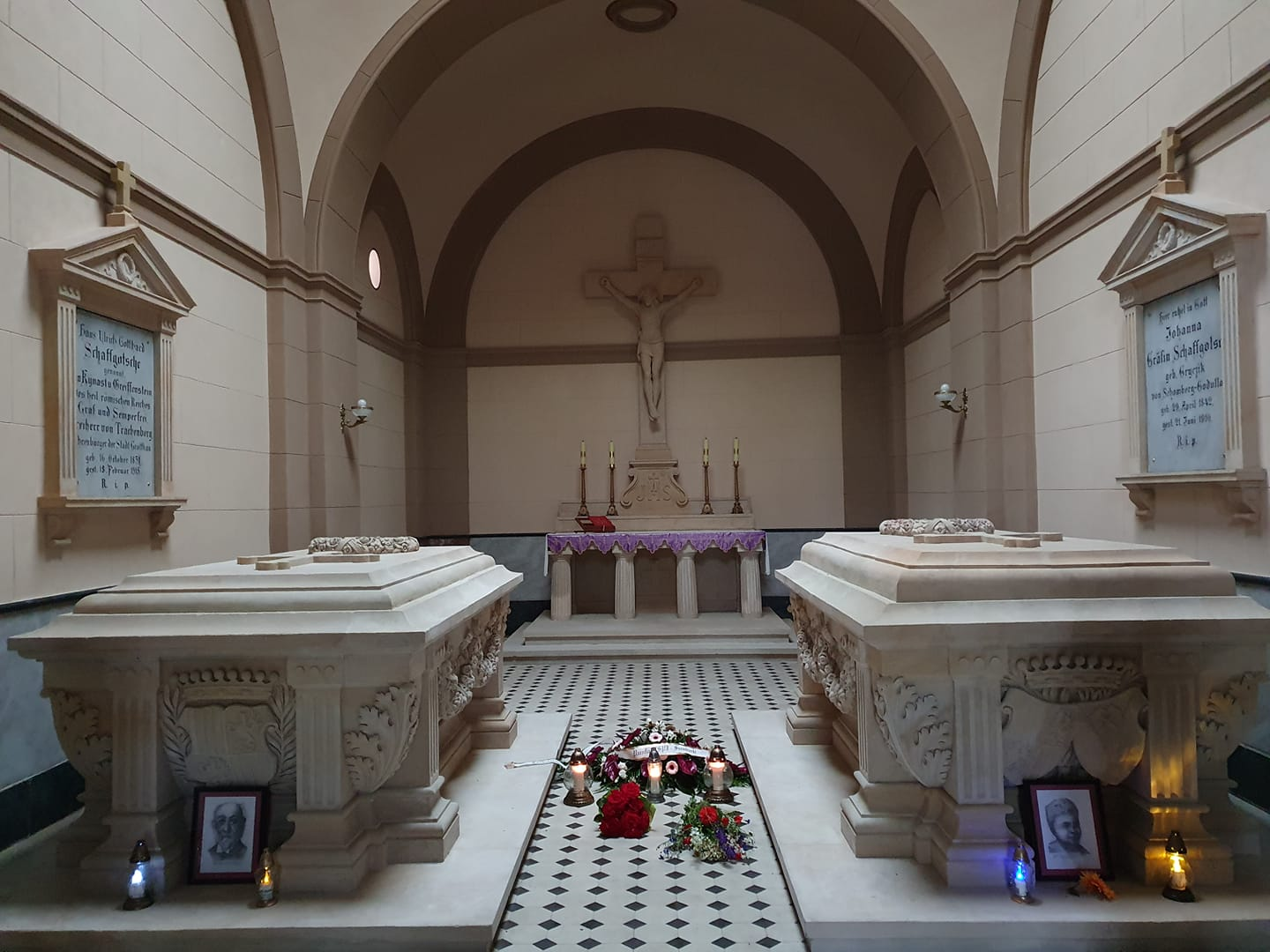
Mauzoleum rodziny w Kopicach

## Przedstawiciele
- Baltazar I Schaffgotsch (zm. ok. 1567)[3][4]
- Balthazar II Schaffgotsch (zm. 1595)[5]
- Hans II Schaffgotsch (1496-1584)
- Krzysztof von Schaffgotsch (1552-1601)
  - Hans Ulrich von Schaffgotsch (1595-1635)

## Zamki, pałace, posiadłości[6]

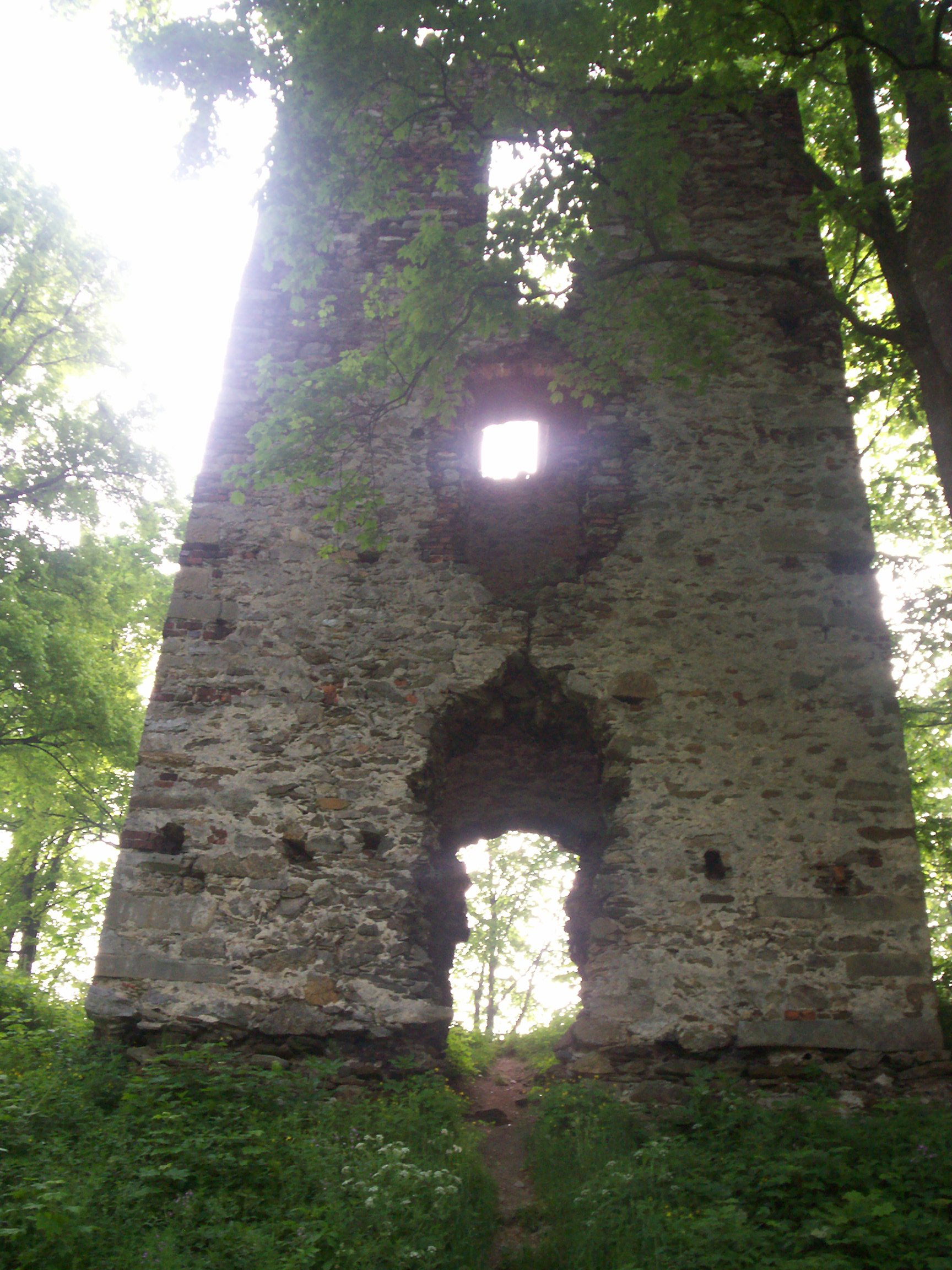
Ruiny zamku w Starej Kamienicy
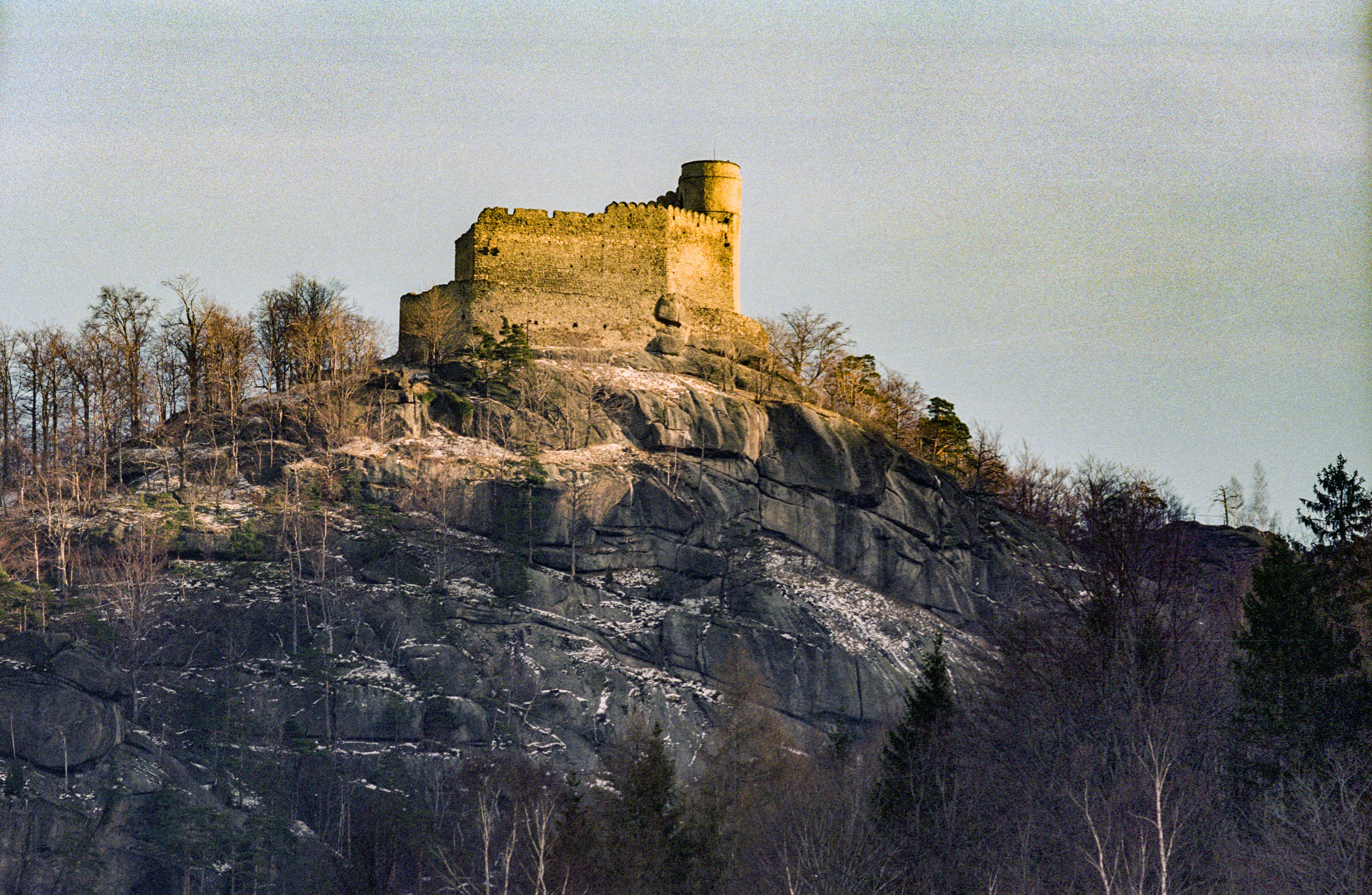
Zamek Chojnik
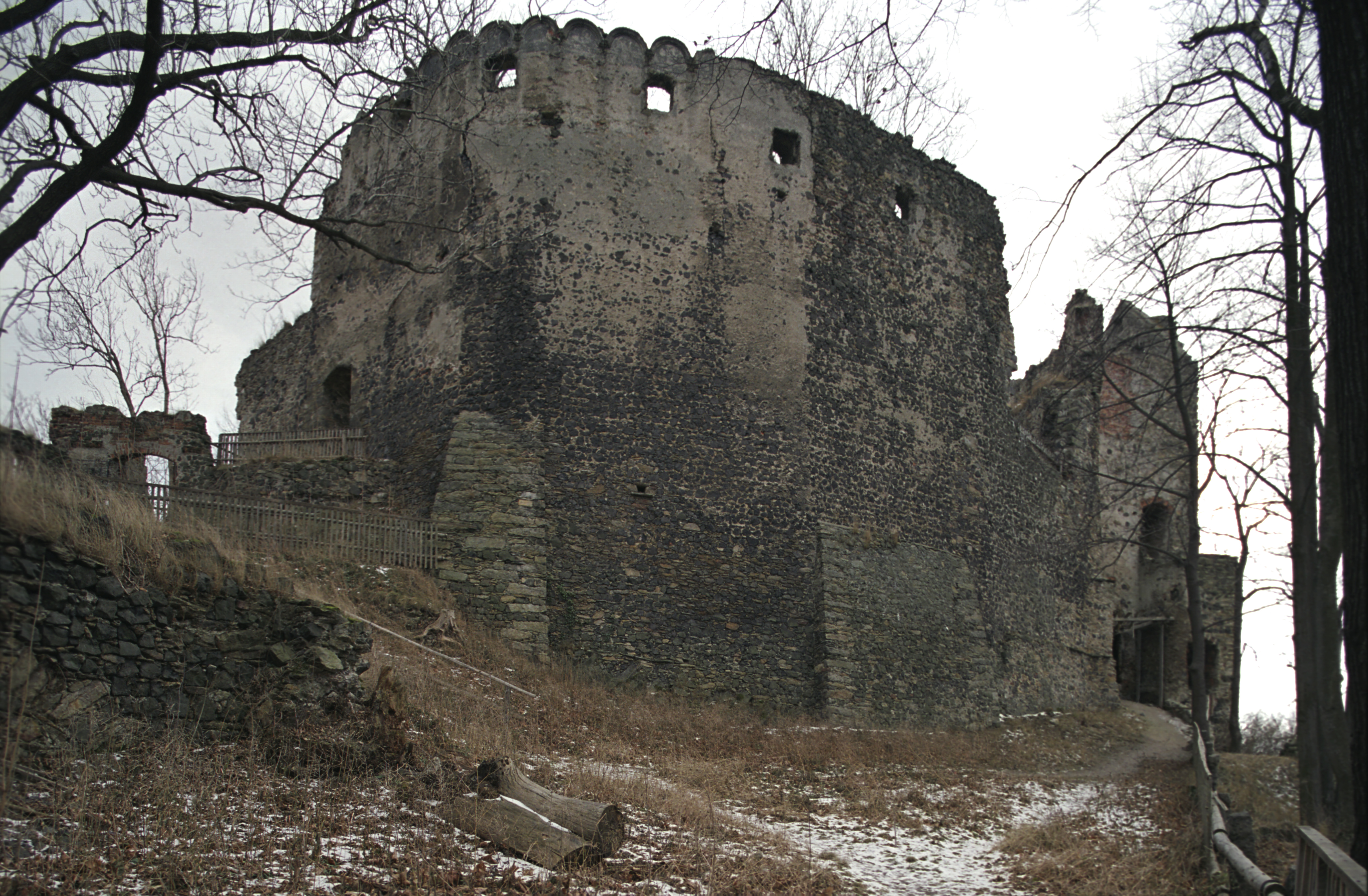
Zamek Gryf w Proszówce
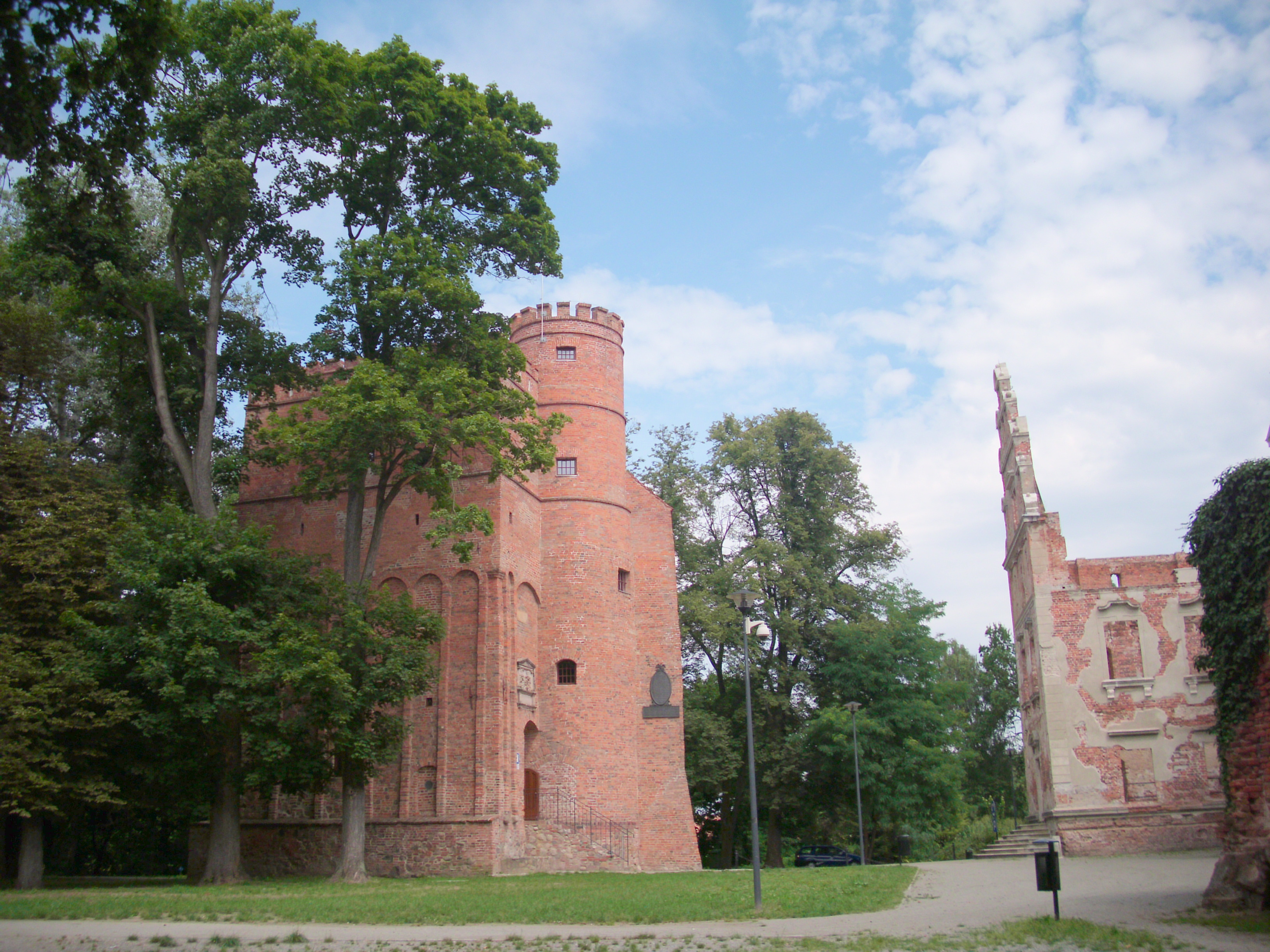
Zamek w Żmigrodzie
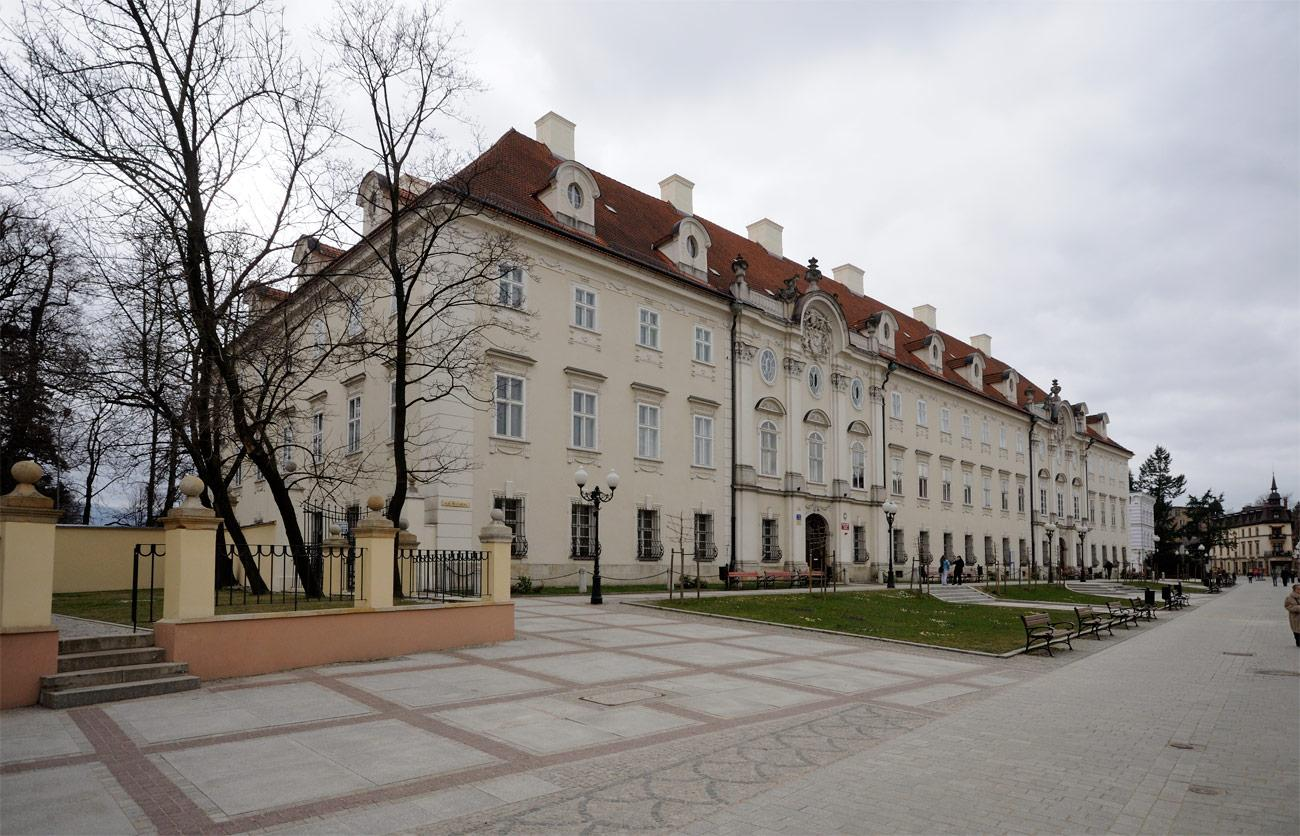
Pałac Cieplicach
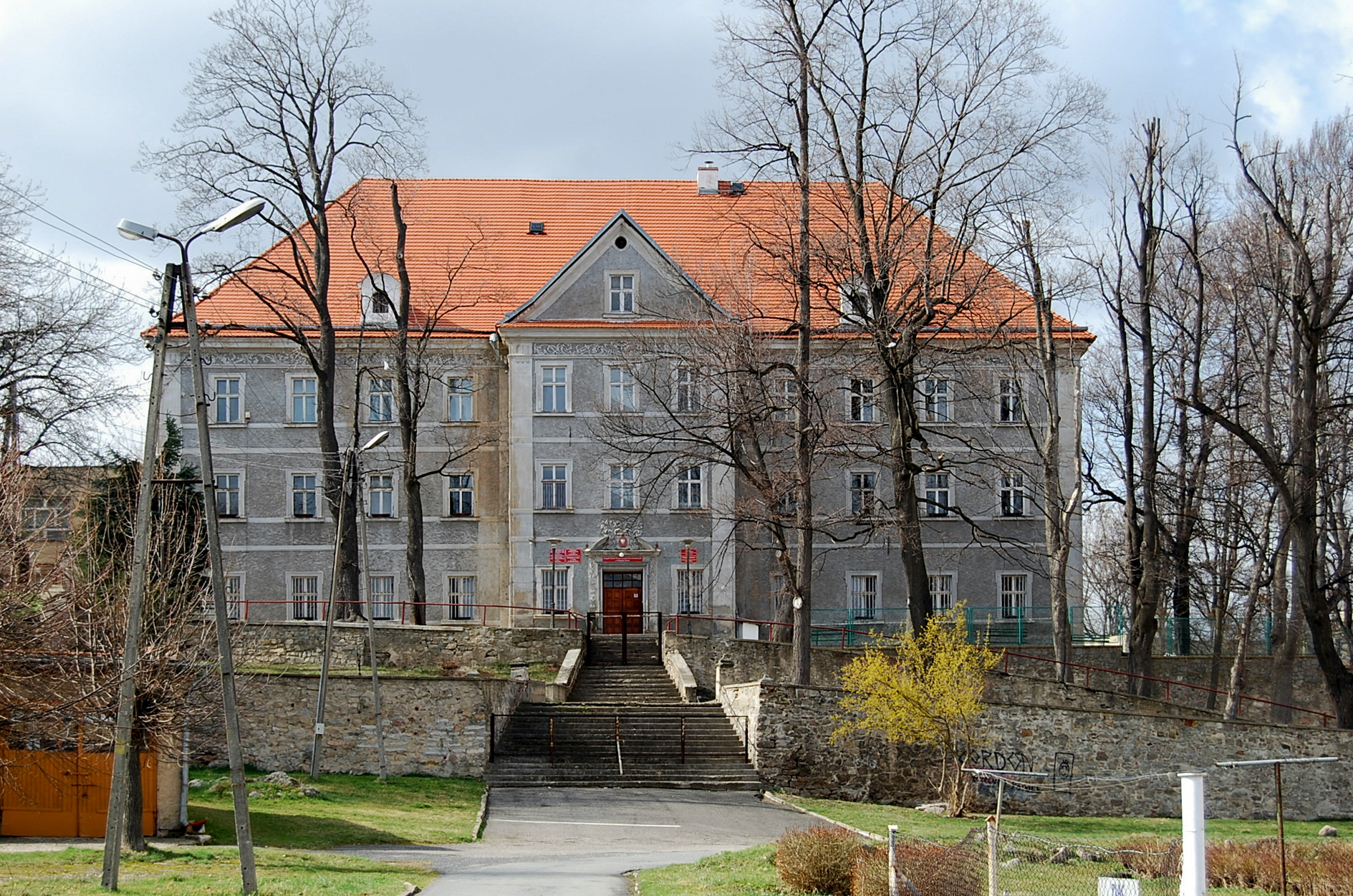
Pałac w Sobieszowie
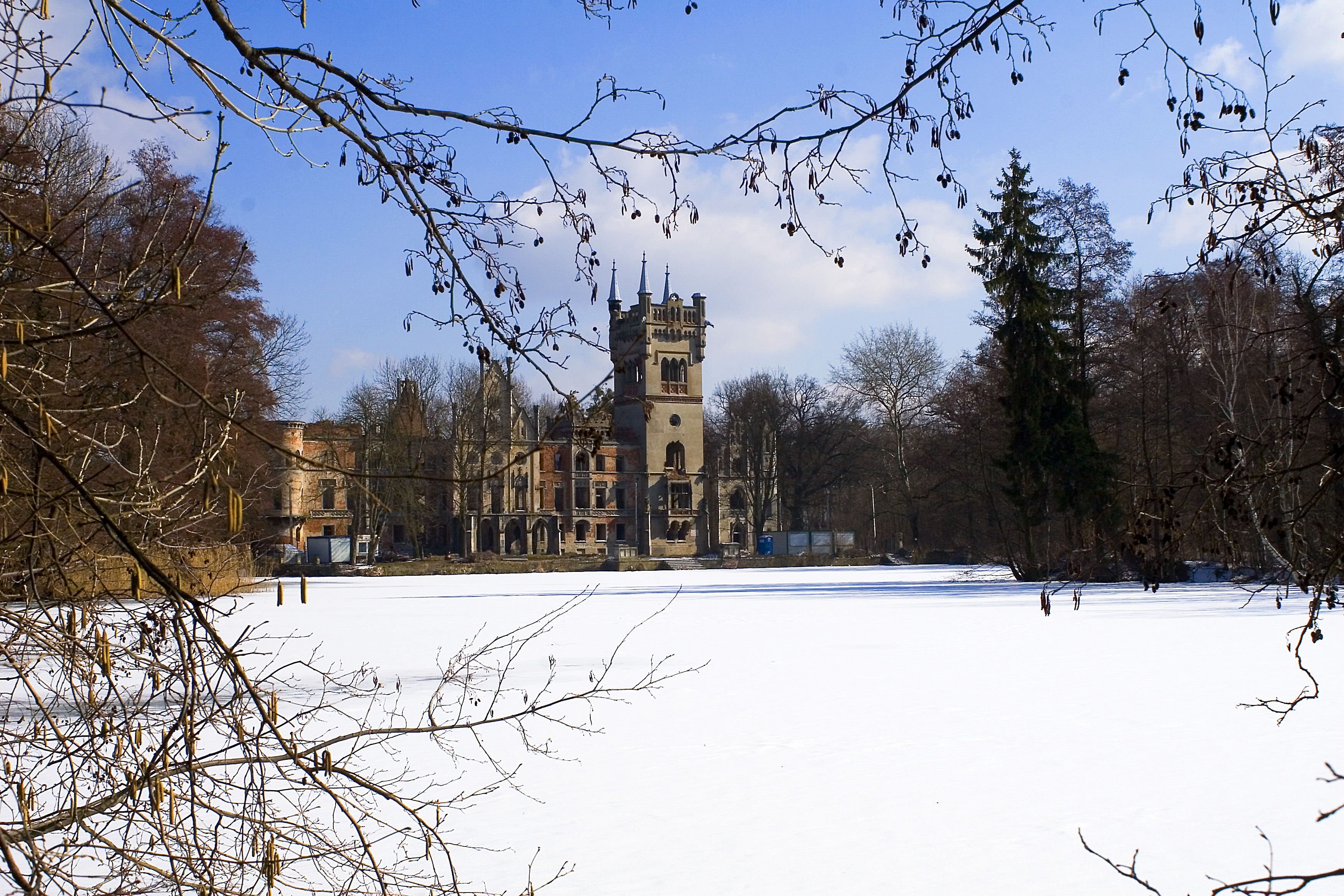
Pałac w Kopicach
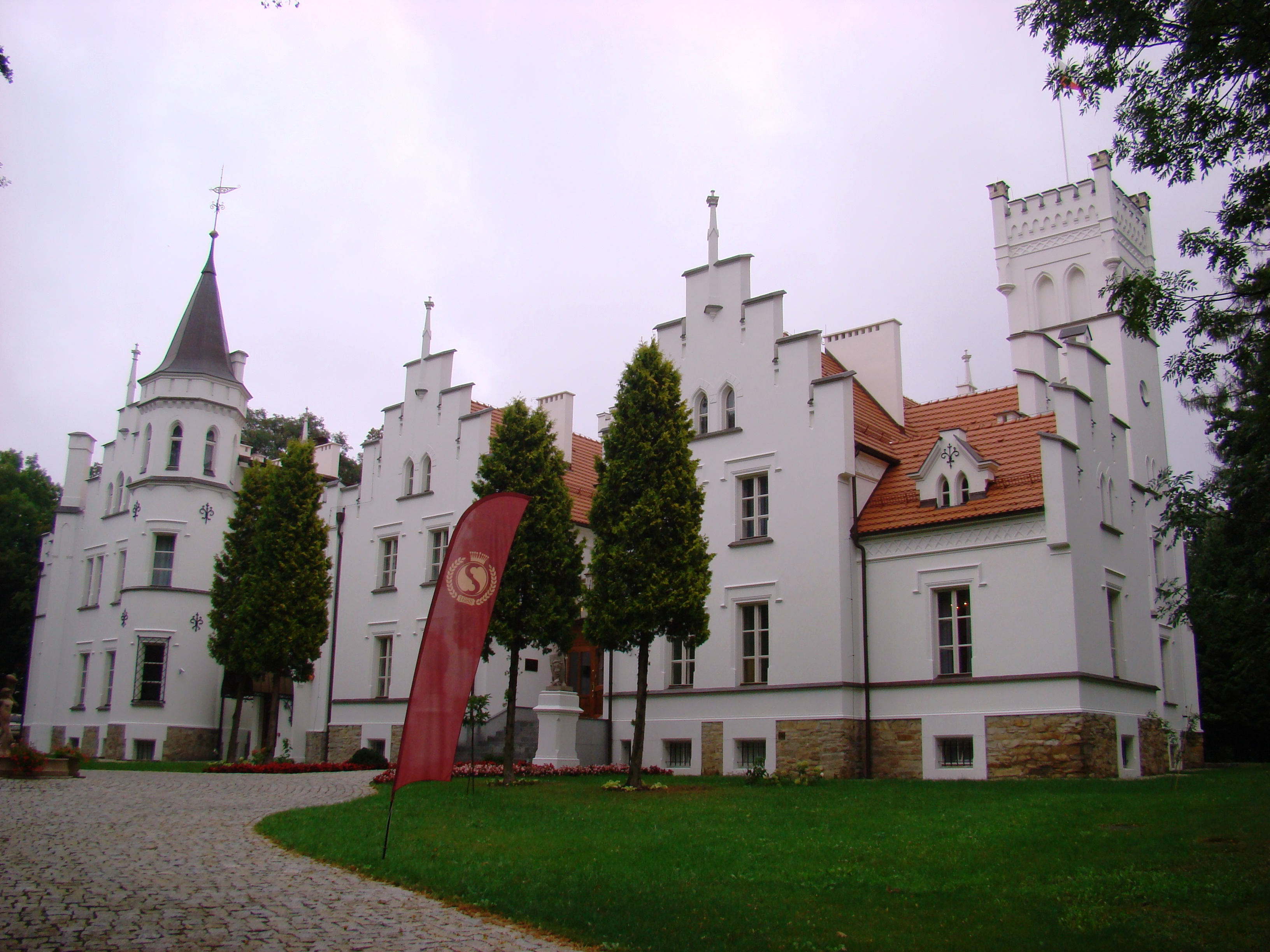
Pałac w Sulisławiu
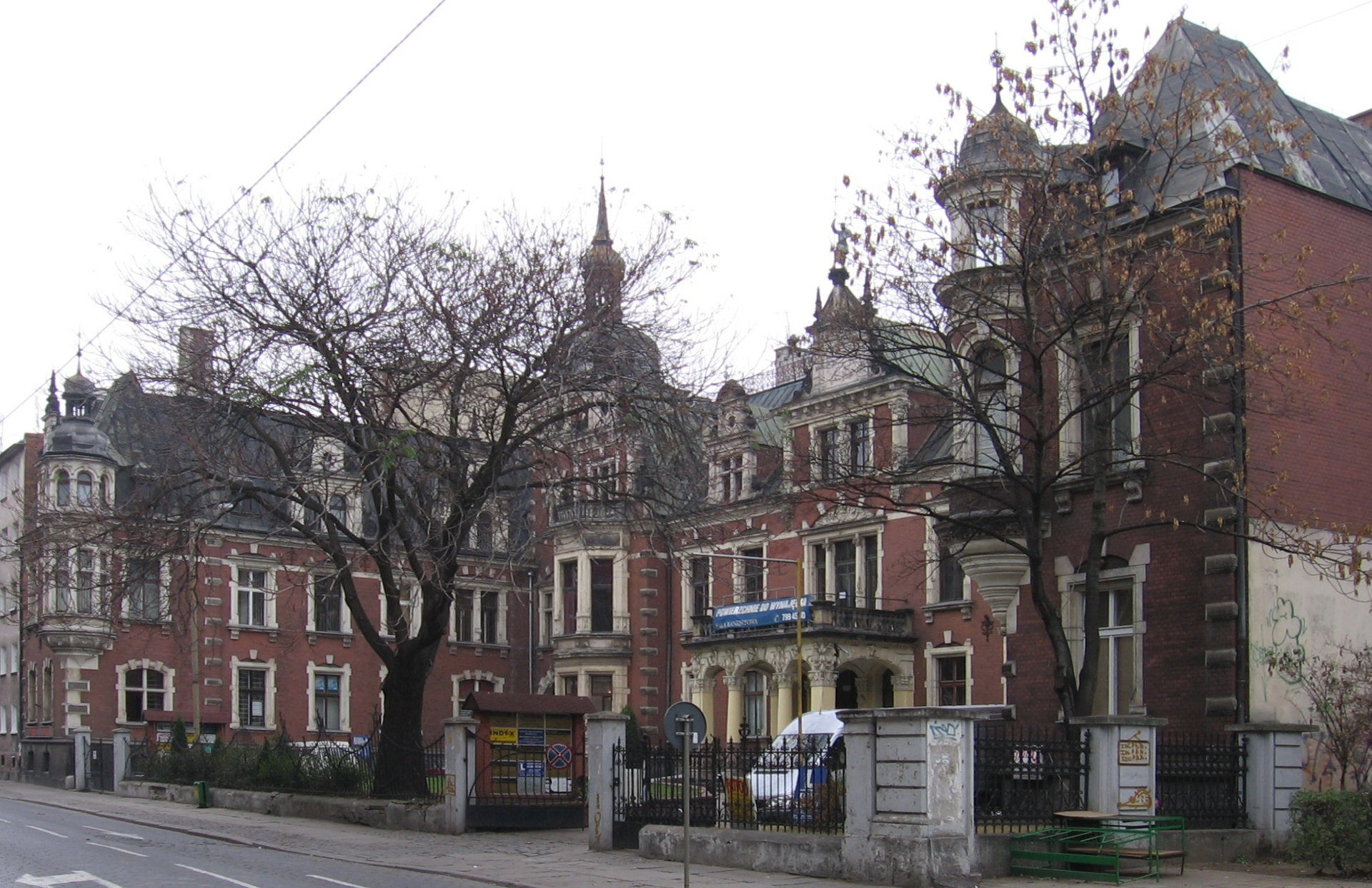
Pałac we Wrocławiu
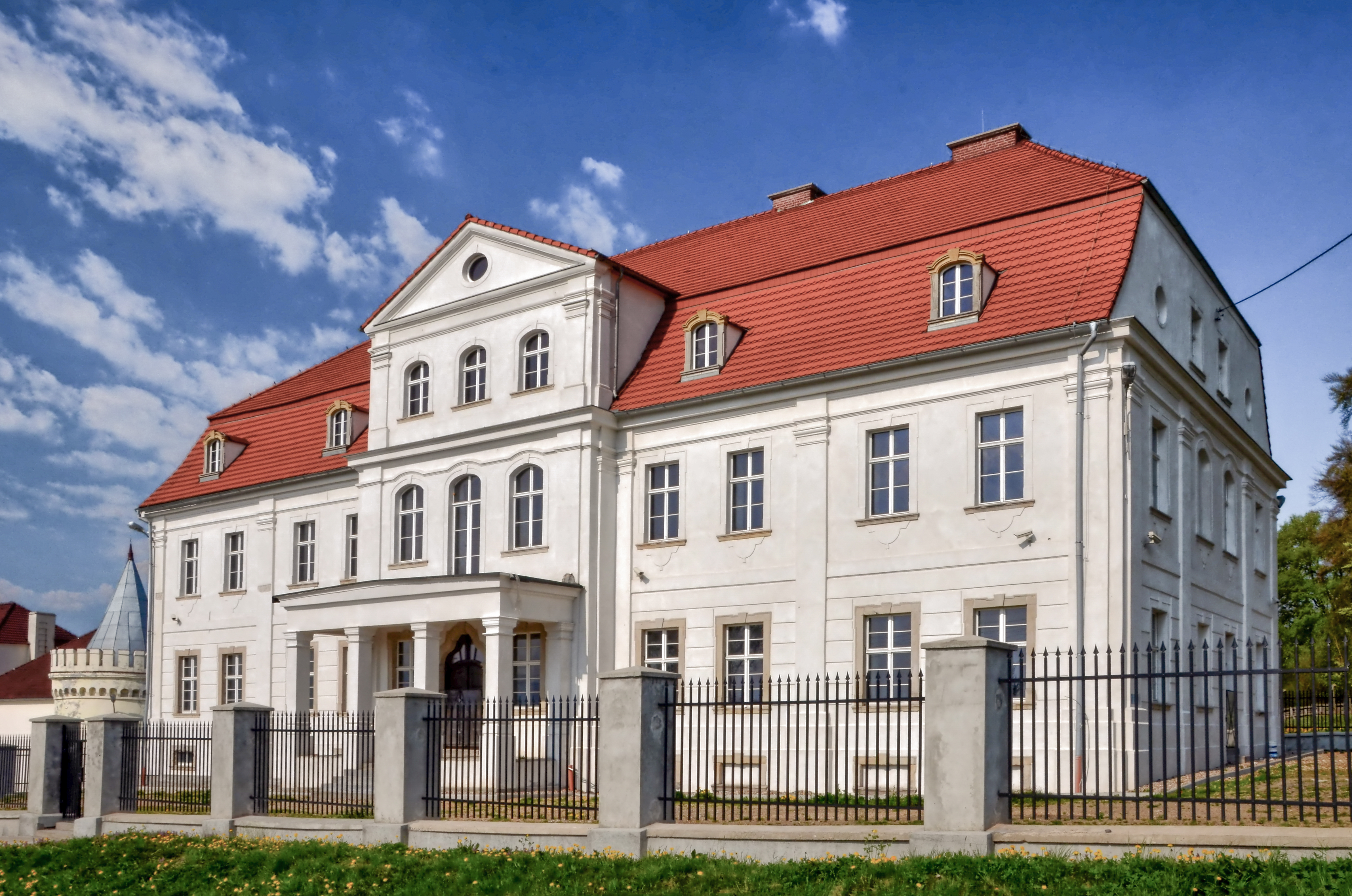
Pałac w Proszówce
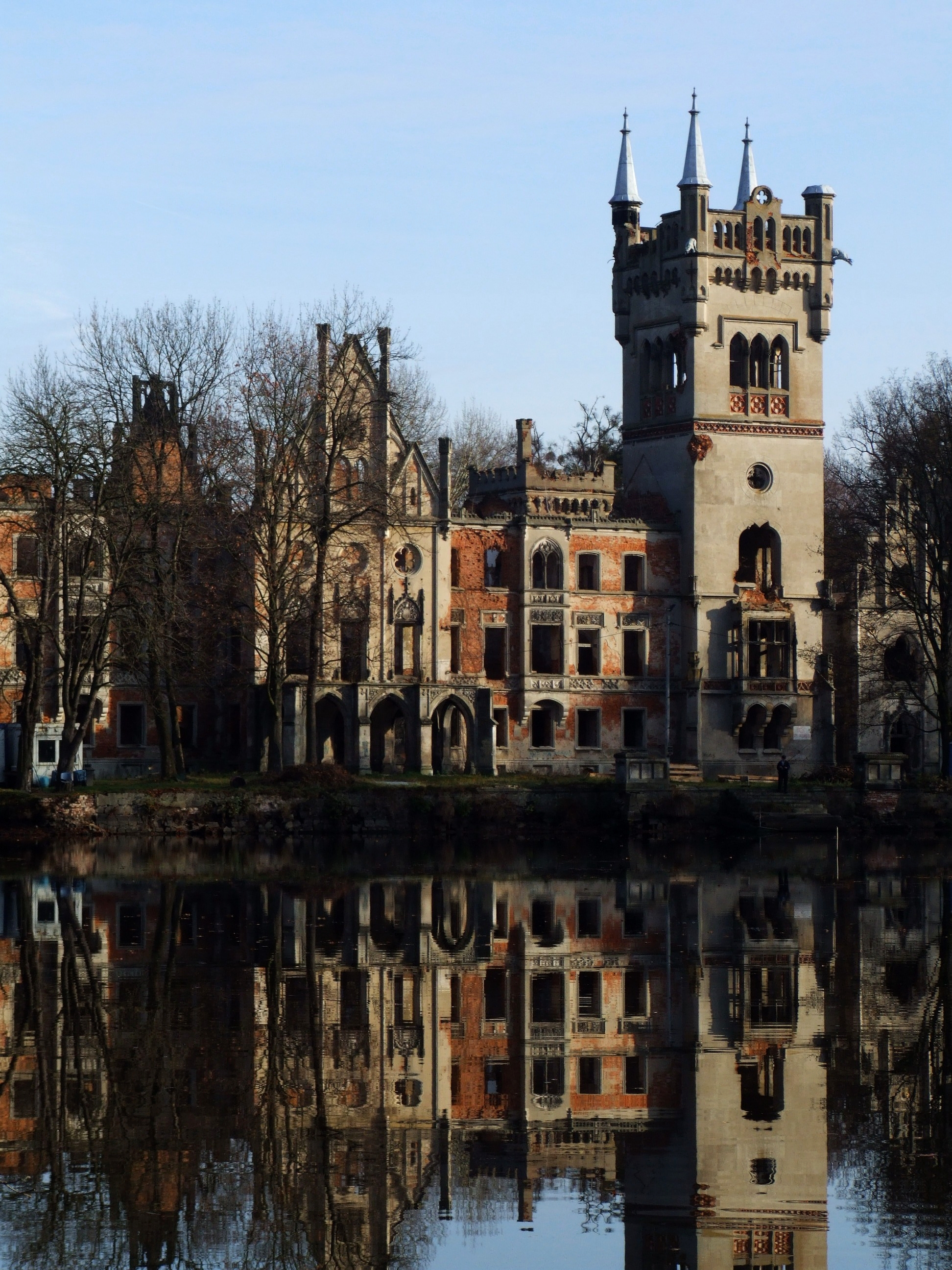
Pałac w Kopicach
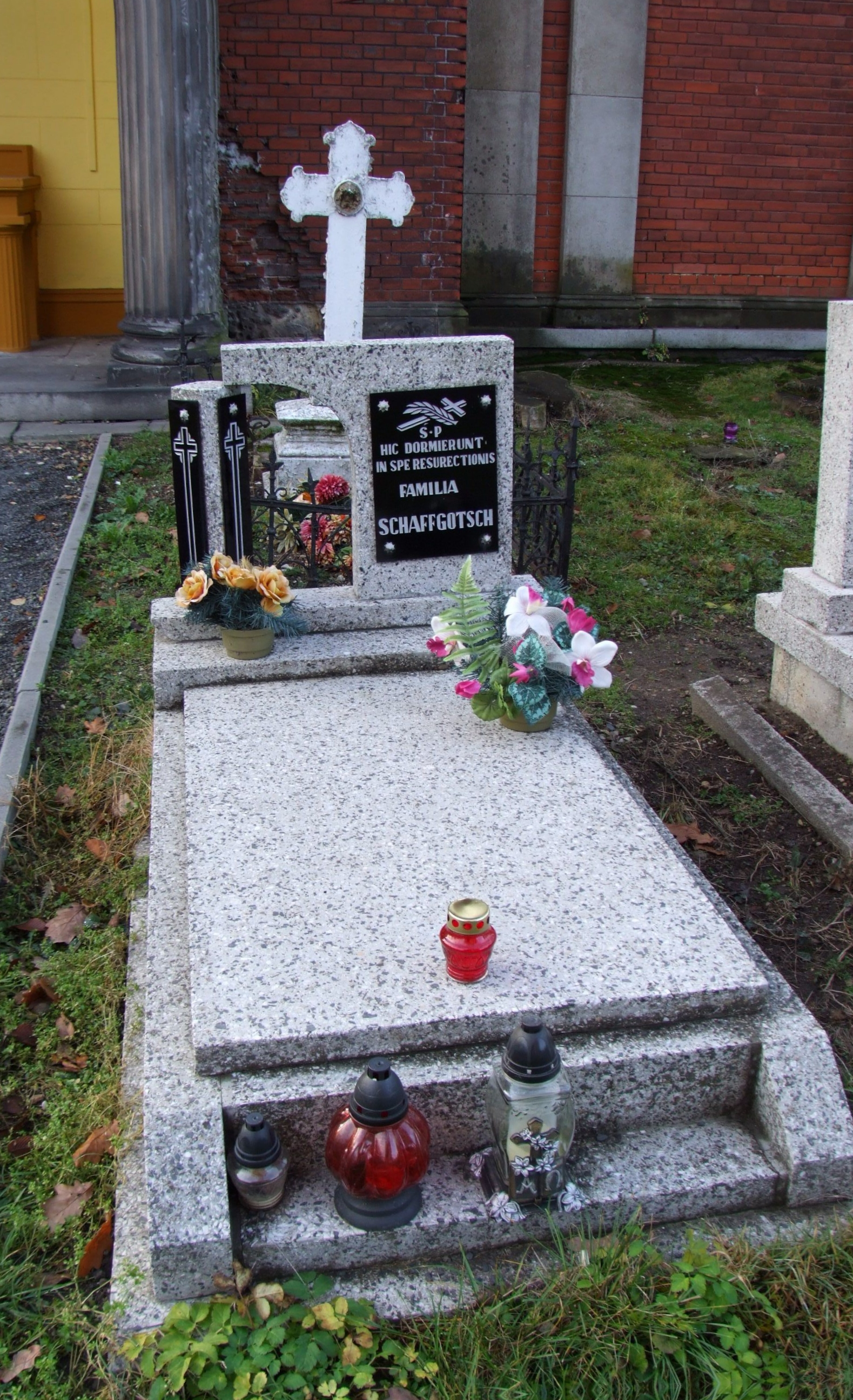
Nieistniejący już grób Schaffgotschów
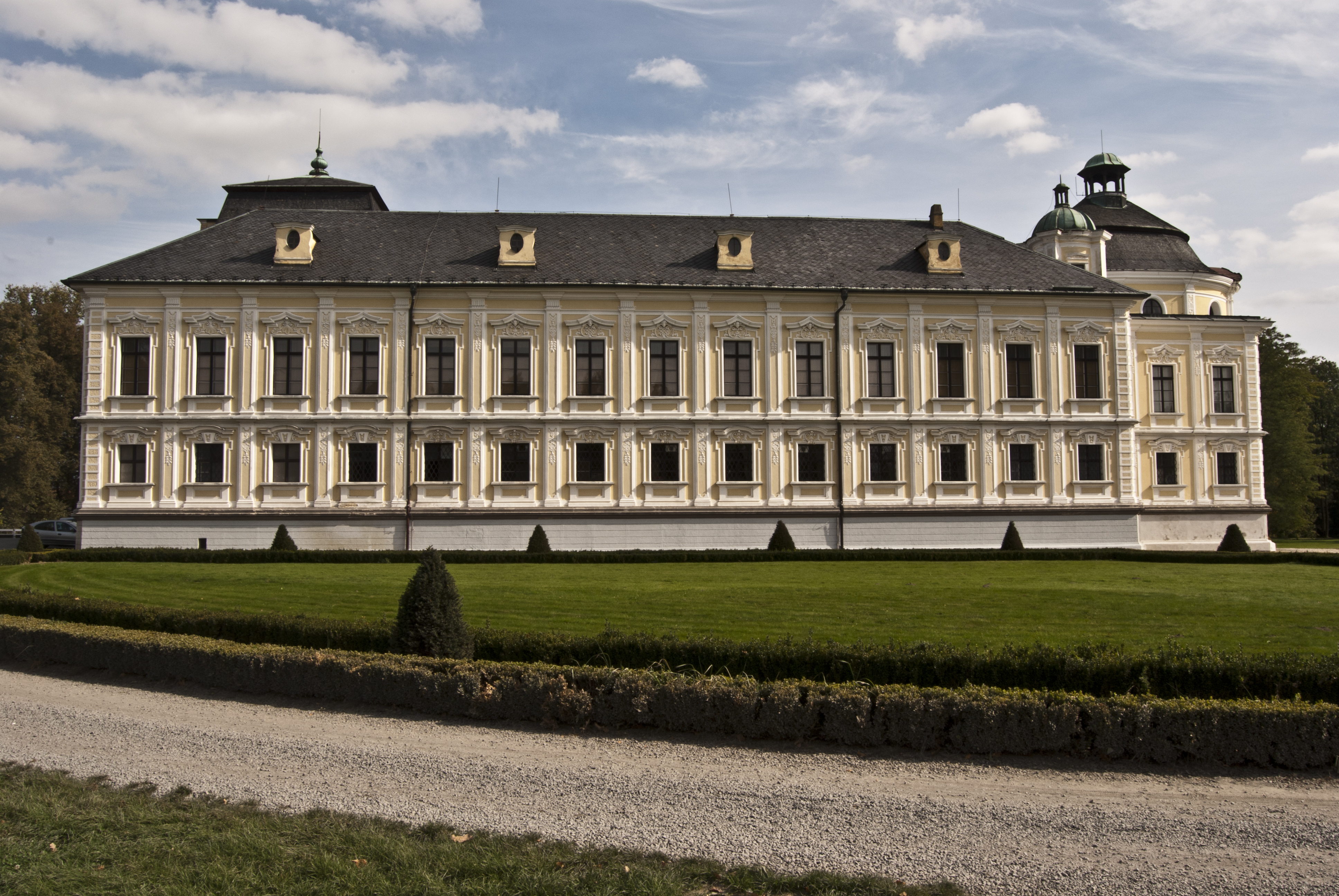
Pałac w Kravaře
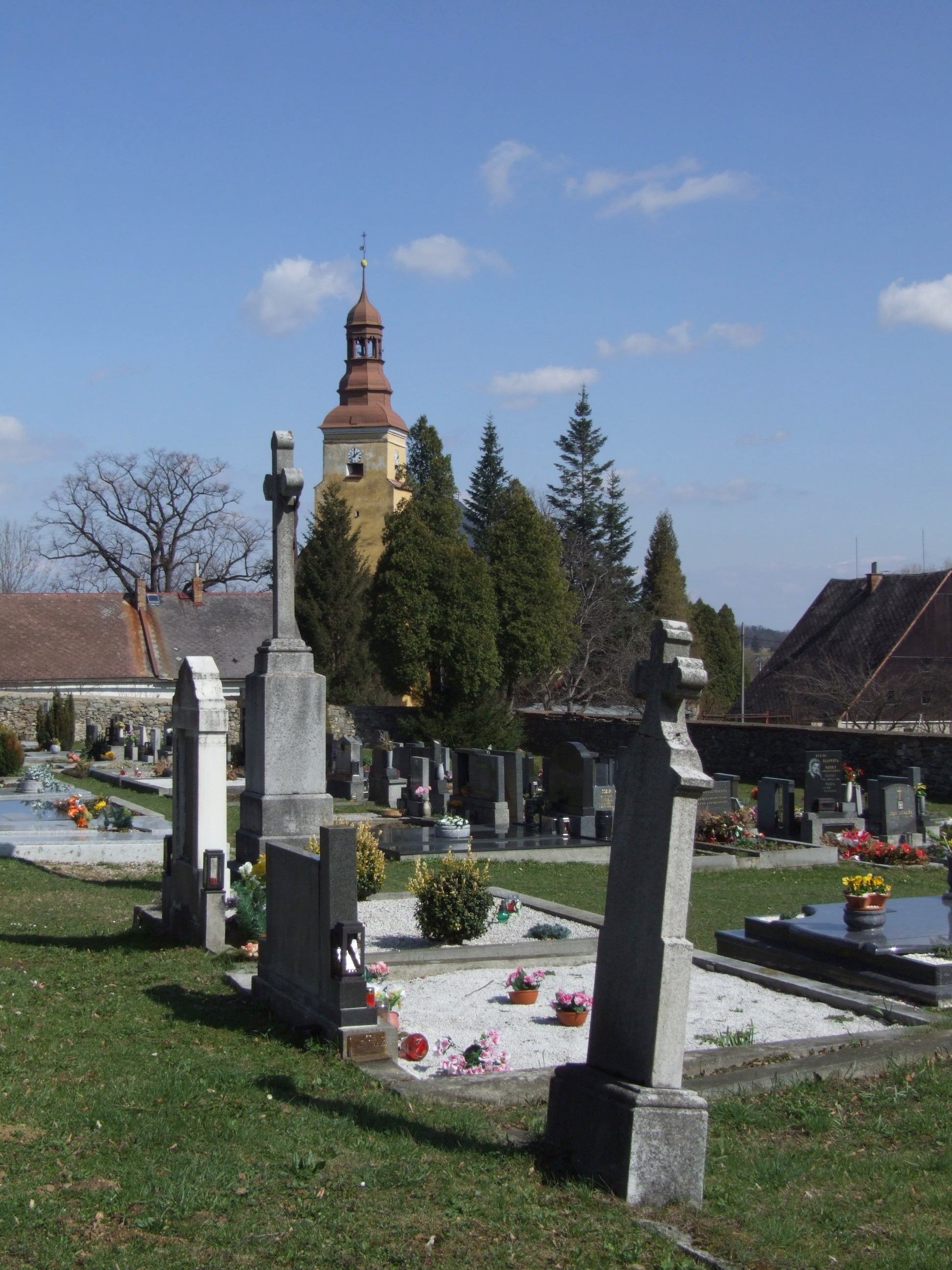
Kościół Bartłomieja w Vlčicach
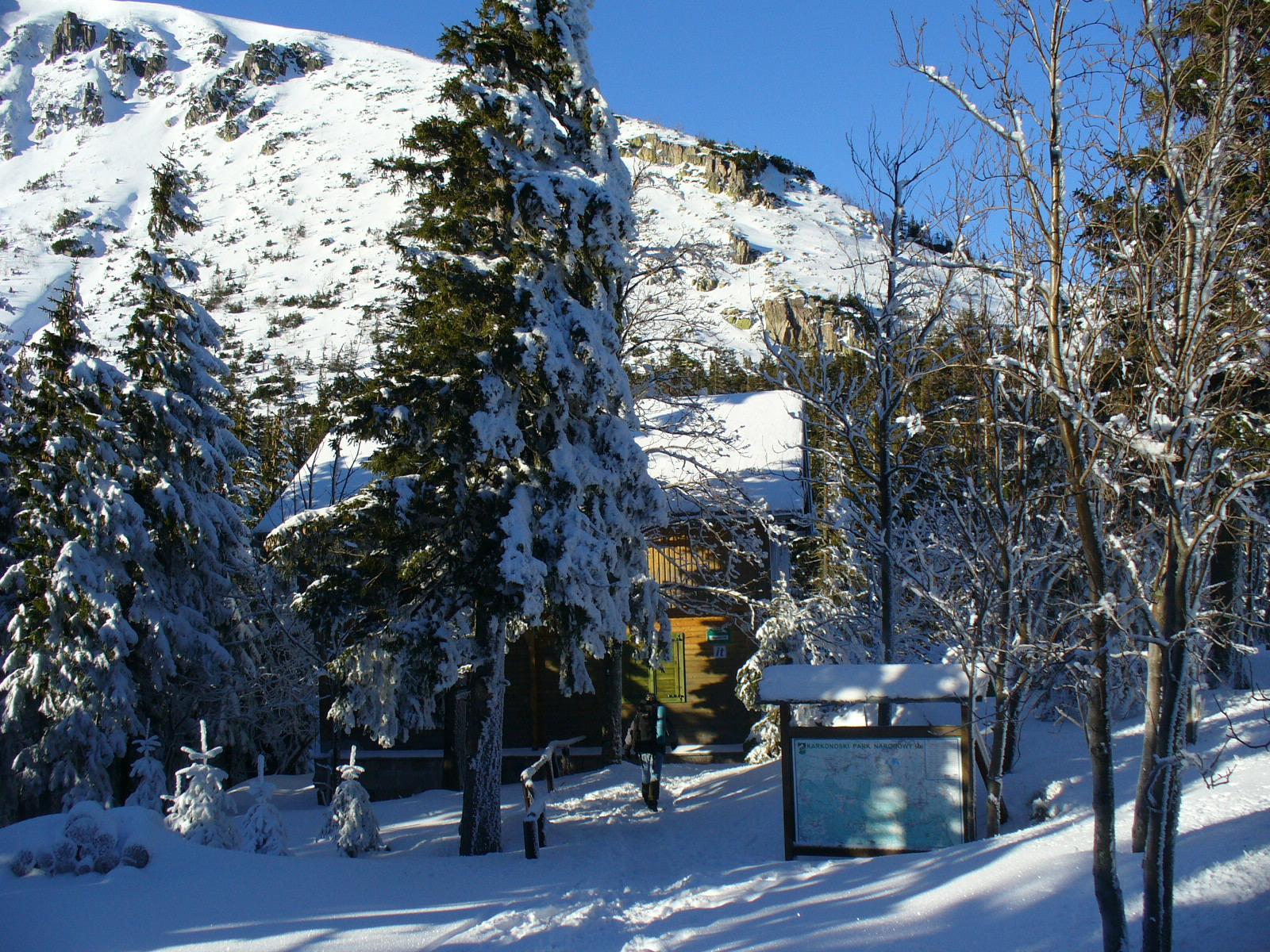
Domek myśliwski Schaffgotschów

## Najważniejsza literatura
- A. Kuzio-Podrucki:
  - Schaffgotschowie. Dzieje wielkiego rodu z Europy Środkowej, Katowice 2024, ISBN 978-8367152-61-7
  - Das Haus Schaffgotsch. Das wechselvolle Schicksal einer schlesischen Adelsdynastie, Tarnowskie Góry 2009, ISBN 978-83-61458-32-6
  - Schaffgotschowie. Zmienne losy śląskiej arystokracji, Bytom 2007, ISBN 978-83-923733-1-5
- Stanisław Firszt, Schaffgotschowie arystokratyczny ród na Śląsku, Parafia w Kopicach i Maciej Mischok, 2022, ISBN 978-83-67156-20-2
- Janusz L. Dobesz, Irma Kozina, Maciej Mischok, Kopice. Historia utraconego piękna, Katowice: Muzeum Śląskie, 2020, ISBN 978-83-65945-16-7.

- A. Kuzio-Podrucki, P. Nadolski, D. Woźnicki, Herbarz bytomski, Bytom 2003, ISBN 83-86293-39-X
- U. Schmilewski, Schaffgotsch, w: Neue Deutsche Biographie, Bd 22 (Rohmer-Schinkel), München 2005, s.536
- M. Kysil: Rządy baronów, Adama, Krzysztofa i Hansa Ulryka Schaffgotschów z linii karpnickiej w baronii żmigrodzkiej w latach 1592-1635, na tle dziejów wolnego państwa stanowego w Żmigrodzie. W: „Rocznik Jeleniogórski” 2003, t. XXXV, s. 155-163
- I. Twardoch:
  - Geschichte des Geschlechts von Schaffgotsch, Ruda Śląska 2001, ISBN 83-910425-9-6
  - Z dziejów rodu Schaffgotschów, Ruda Śląska 1999, ISBN 83-910425-4-5
- J. Krebs: 
  - Hans Ulrich Frhr. von Schaffgotsch. Ein Lebensbild aus der Zeit des 30-jähr. Krieges. Breslau 1890
  - Hans Ulrich Frhr. von Schaffgotsch, w: Allgemeine Deutsche Biographie. Bd. 30, s. 541
  - Christoph Leopold Schaffgotsch. w: Allgemeine Deutsche Biographie. Bd. 30, s. 541
- Colmar Grünhagen: Philipp Gotthard Graf von Schaffgotsch, Fürstbischof von Breslau w: Allgemeine Deutsche Biographie. Bd. 30, s. 545